# Dolejší mlýn (Hostivař)
Dolejší mlýn (Blažkův) je vodní mlýn v Praze 10-Hostivaři, který stojí na potoce Botič. Je chráněn jako nemovitá kulturní památka České republiky.

## Historie
Vodní mlýn pravděpodobně existoval již v 15. století, doložený je roku 1567. V 18. století byl změněn na pachtovní dvorec. V 19. století byl přestavěn a jeho zásadní modernizace proběhla v roce 2004.

## Popis
Mlýn je složen z obytné budovy, mlýnice (později šrotárna) a sýpky.
Na jižní straně předního dvora je obytná budova s mlýnicí na půdorysu písmena „L“; soliterní sýpka s cihelnými větracími průduchy je umístěna na severní straně dvora a ve štítu má vyznačen rok 1904. Z ulice se do dvora prochází novodobou kovovou bránou v původních hranolových sloupcích ohradní zdi.
V zadním dvoře na severozápadní straně je dochovaná stodola s otevřenou čelní stěnou a sedlovou střechou nesenou sloupy. Na jižní straně dvora je areál mlýna ohraničen kamennou zdí a hospodářskými objekty. Původní vstup venkovním schodištěm na zahradu se nedochoval.
Zaniklý náhon vedl od Hořejšího mlýna. K roku 1930 měl mlýn jedno kolo na svrchní vodu, průtok 0,157 m³/s, spád 4,8 metru a výkon 6,55 HP.